# Városvédők Egyesülete
A Városvédők Egyesülete egy pártoktól és felekezetektől független civil egyesület, amely 2002-ben Gödön alakult meg, gödi székhellyel. Fő célkitűzése az, hogy támogasson, illetve a maga erejéből besegítsen vagy megvalósítson olyan tevékenységeket, amelyek a település és a benne lakó emberek vagy közösségek érdekét szolgálják.
Az egyesület eddigi tevékenysége elismeréséért 2007-ben megkapta Pest Megye Önkormányzata Kulturált Környezet Települési Díját.

## Külső hivatkozások
- Városvédők.hu
- www.pestmegye.hu